# Paul Ormerod
Paul Ormerod es un economista, especialista en econometría, realiza investigaciones sobre complejidad, sistemas complejos, no linealidad feedback, el ciclo de subidas y bajadas de las burbujas económicas (boom and bust) de negocios y de competición económica. Ormerod usa una aproximación multidisciplinaria, haciendo uso de la biología, física, matemática, estadística, psicología como fuentes de resultados que pueden aplicarse a la economía. 

## Biografía
Ormerod completó sus estudios económicos de pregrado en el Christ's College, Cambridge y los de postgrado en St Catherine's College Oxford, donde es galardonado con una Maestría de Filosofía (MPhil) en economía. Luego de su graduación, trabaja en el National Institute of Economic and Social Research. Luego fundaría varias compañías: Henley Centre que vende a FTSE100, Volterra Consulting, que funda con Bridget Rosewell donde hoy permanece como director.